# YaCy
YaCy je svobodný P2P vyhledávač. Na rozdíl od jiných známých vyhledávačů, YaCy nefunguje prostřednictvím několika málo datacenter. Místo toho využívá Peer-to-peer komunikaci a sdílení dat, kde jsou disková úložiště jeho uživatelů používána k uchování dat o zaindexovaných webových stránkách a jiných dokumentech. V důsledku toho je velmi těžké cenzurovat nebo arbitrárně seřazovat výsledky vyhledávání jiných uživatelů a stejně tak nebude vyhledávač poškozen v případě poruchy několika jeho serverů.
Program je napsaný v programovaím jazyce Java. Je možné ho stáhnout ve formě tří souborů pro operační systémy Windows, GNU/Linux a Mac OS X. Doporučená metoda pro používání vyhledávače je stáhnout program a spustit vlastní uzel. V roce 2022 bylo v globální síti vyhledávače YaCy zaindexováno více než 2,444 miliard dokumentů.
YaCy síť používá DHT (Distribuovaná hašovací tabulka); tento systém používají také různé programy pro BitTorrent. Uzly s vypnutými omezeními diskového úložiště provozovaný na výkonném serveru může obsahovat velmi velký index jednoduše prostřednictvím přijímání informací z ostatních uzlů; přesto, čím více uzlů bude v síti aktivních, tím méně (poměrně) informací bude nutné ukládat na každém jednotlivém uzlu. Navíc, každý uzel může být používán k vyhledávání a uchovávání konkrétních webů ve vlastním indexu, který může být dále veřejně sdílen.

## Doplňkové funkce
- YaCy poskytuje proxy server, prostřednictvím kterého je možné komunikovat s ostatními uzly v YaCy síti s použitím domén ve tvaru PEERNAME.yacy nebo PEERHASH.yacy. Na www.PEERNAME.yacy je možné najít webovou stránku, na share.PEERNAME.yacy je možné najít sdílené soubory a na PEERNAME.yacy je možné najít hlavní vyhledávací rozhraní YaCy.
- Nezávisle na doméně .yacy, poskytuje YaCy prostor pro osobní stránku a sdílení souborů, na které je možné přistoupit přes aktuální IP adresu nebo dynamické DNS jméno uzlu i pro uživatele, kteří nepoužívají YaCy.
- YaCy obsahuje integrovanou wiki a blog.
- Obsahuje správce záložek, které mohou být veřejné i soukromé.
- Poskytuje rozhraní pro OpenSearch.